# BP Castellón Raffinerie
BP Oil Refinería de Castellón S.A. ist eine der größten Ölraffinerien in Spanien.
Die rund 200 Hektar große Anlage liegt direkt an der Mittelmeerküste im Gemeindegebiet der Stadt Castellón de la Plana in der Autonomen Region Valencia.
1967 begann die Produktion mit einer anfänglichen Verarbeitungskapazität von drei Millionen Tonnen pro Jahr. 1980 wurde die Anlage auf sechs Millionen Tonnen erweitert. Die BP-Raffinerie Castellón ist zu 100 % im Besitz von BP und hat seit 2009 eine Kapazität von 110 Tausend Barrel pro Tag. BP Castellón versorgt als einzige Raffinerie die Regionen Castellón, Valencia und die Baleareninseln. Betreiber ist BP España. Die Mitarbeiteranzahl der Raffinerie beträgt rund 450 Personen (Stand 2009).
Der Rohstoff Rohöl wird mit Spezialschiffen angeliefert, die an einer Insel Docking-Plattform im Meer 4 km von der Küste festmachen. Das angelieferte Rohöl wird über eine 1000-mm-Unterwasserpipeline zum Tanklager gefördert und zwischengespeichert. Vom zentralen Lager aus wird das Rohöl dann der jeweiligen Aufbereitungsanlage zugeführt.
Bei der Weiterverarbeitung entstehen höherwertige Produkte wie Ottokraftstoff, Dieselkraftstoff, Heizöl und Kerosin. Für die chemische Industrie fallen Rohstoffe wie Flüssiggas, Naphtha und Mitteldestillat an. Die Fertigprodukte werden ebenfalls über eine kleinere 2,5 km entfernte Docking-Plattform über vier kleine Pipelines in Schiffe verladen oder per Tanklastwagen oder eigenen Gleisanschluss per Bahn an Endkunden wie Fluggesellschaften, Flughafenbetreiber und Tankstellen verteilt. Zudem liegt am Gelände der Flugplatz BP Oil España Heliport
Der Nelson-Index zum Vergleich der Komplexität verschiedener anderer Raffinerien beträgt bei der BP Oil Refinería de Castellón 12,2.